# Йоавески (водопад)
Йо́аве́ски (эст. Joaveski joastik) — небольшой водопад в Эстонии, расположенный на реке Лообу и находящийся на границе уездов Харьюмаа и Ляэне-Вирумаа в одноимённой деревне.  
До того, как в 1924 году на реке была построена гидроэлектростанция, которая стала снабжать энергией новую бумажную фабрику, водопад состоял из одного уступа высотой около 3,5 м и нескольких невысоких. Материалом для строительства послужил плитняк, добытый из русла Лообу, и это привело к тому, что водопад превратился в каскад из восьми уступов высотой 0,5—1,1 м, расположенных на протяжении 150 метров. Общая высота каскадов составляет около 6 м.
У водопада Йоавески на поверхность выходят ордовикские породы.
Через реку Лообу над водопадом сооружён подвесной мост. Он был отремонтирован участниками Сельского общества Йоавески летом 2018 года по случаю 100-летия Эстонской республики.